# Saffraankoppapegaai
De saffraankoppapegaai (Pyrilia pyrilia; synoniem: Pionopsitta pyrilia) is een vogel uit de familie Psittacidae (papegaaien van Afrika en de Nieuwe Wereld).

## Verspreiding en leefgebied
Deze soort komt voor van oostelijk Panama tot noordwestelijk Venezuela.

## Status
De grootte van de populatie is in 2016 geschat op 10.000-20.000 volwassen vogels. Op de Rode lijst van de IUCN heeft deze soort de status niet bedreigd.